# FBXW8
FBXW8‏ (F-box and WD repeat domain containing 8) هوَ بروتين يُشَفر بواسطة جين FBXW8 في الإنسان.